# ادگار یانکاوسکاس
ادگار یانکاوسکاس (انگلیسی: Edgaras Jankauskas؛ زادهٔ ۱۲ مارس ۱۹۷۵) بازیکن سابق فوتبال و مربی کنونی فوتبال اهل لیتوانی است. او سرمربی تیم ملی لیتوانی است.
وی همچنین در تیم ملی فوتبال لیتوانی بازی کرده‌است.